# Alyssum crenulatum
Alyssum crenulatum är en korsblommig växtart som beskrevs av Pierre Edmond Boissier. Alyssum crenulatum ingår i släktet stenörter, och familjen korsblommiga växter. Inga underarter finns listade i Catalogue of Life.